# 瑞伯·柯林斯
詹姆斯·安東尼·「開膛手」·柯林斯（英語：James Anthony "Ripper" Collins，1904年3月30日—1970年4月15日），為美國職棒大聯盟的一壘手。生涯曾效力過紅雀、小熊、海盜等隊。柯林斯身高僅175公分，體重65公斤。雖然身材不算高大，但他仍在1934年以35轟成為國聯全壘打王。
柯林斯小時候曾將球擊中全壘打牆，並將圍欄的釘子打穿，因此他獲得了「開膛手」此一綽號。

## 職業生涯
1923年，19歲的柯林斯加入小聯盟。1930年，他在小聯盟繳出3成76的打擊率，外帶40轟與180分打點的驚人紀錄。
1931年，27歲的柯林斯終於登上大聯盟。1934年，柯林斯敲出35轟，和密爾·歐特並列全壘打王。該年他的打擊率為3成33，打回128分打點。他在世界大賽上繳出3成67的打擊率，最終紅雀鏖戰7場獲勝。
柯林斯生涯曾兩度在比賽中完全沒有任何守備記錄，是大聯盟史上唯一有此紀錄的一壘手。
在小熊和海盜打了3個賽季後，柯林斯到了小聯盟。1944年，40歲的柯林斯繳出3成96的打擊率，獲選為小聯盟年度最佳球員。
1961年至1963年，小熊隊在這段期間沒有固定的教練團，而柯林斯也擔任過幾場小熊隊的教練。後來他在紅雀隊擔任球探，並當到1970年他以66歲之齡去世為止。

## 生涯打擊成績
| 出賽次數 | 打席 | 打數 | 得分 | 安打 | 二安 | 三安 | 全壘打 | 打點 | 盜壘 | 保送 | 三振 | 打擊率 | 上壘率 | 長打率 | OPS  |
| -------- | ---- | ---- | ---- | ---- | ---- | ---- | ------ | ---- | ---- | ---- | ---- | ------ | ------ | ------ | ---- |
| 1084     | 4205 | 3784 | 615  | 1121 | 205  | 65   | 135    | 659  | 18   | 356  | 373  | .296   | .360   | .492   | .852 |

## 外部連結
- 球員資訊和成績在MLB ，ESPN ，Retrosheet ，Baseball Reference ，Baseball Reference (Minors) ，Fangraphs ，The Baseball Cube （英文）